# Radioafició

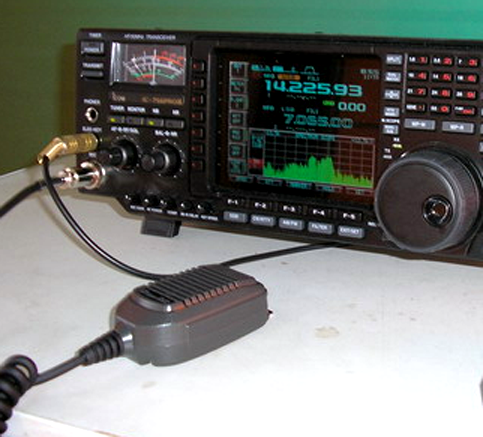
Un transceptor modern de HF amb analitzador d'espectre i capacitats DSP

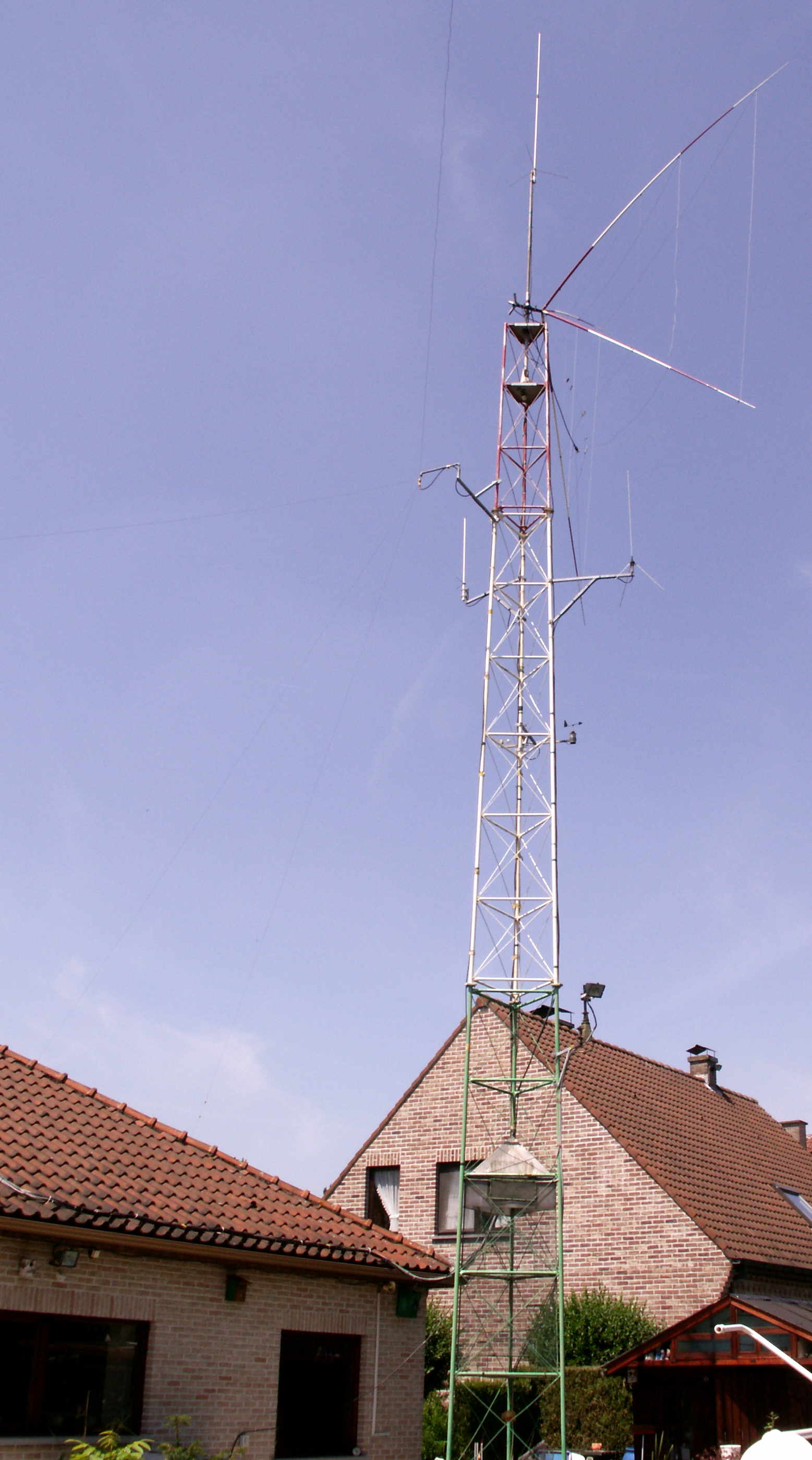
Una torre d'antena de radioafició

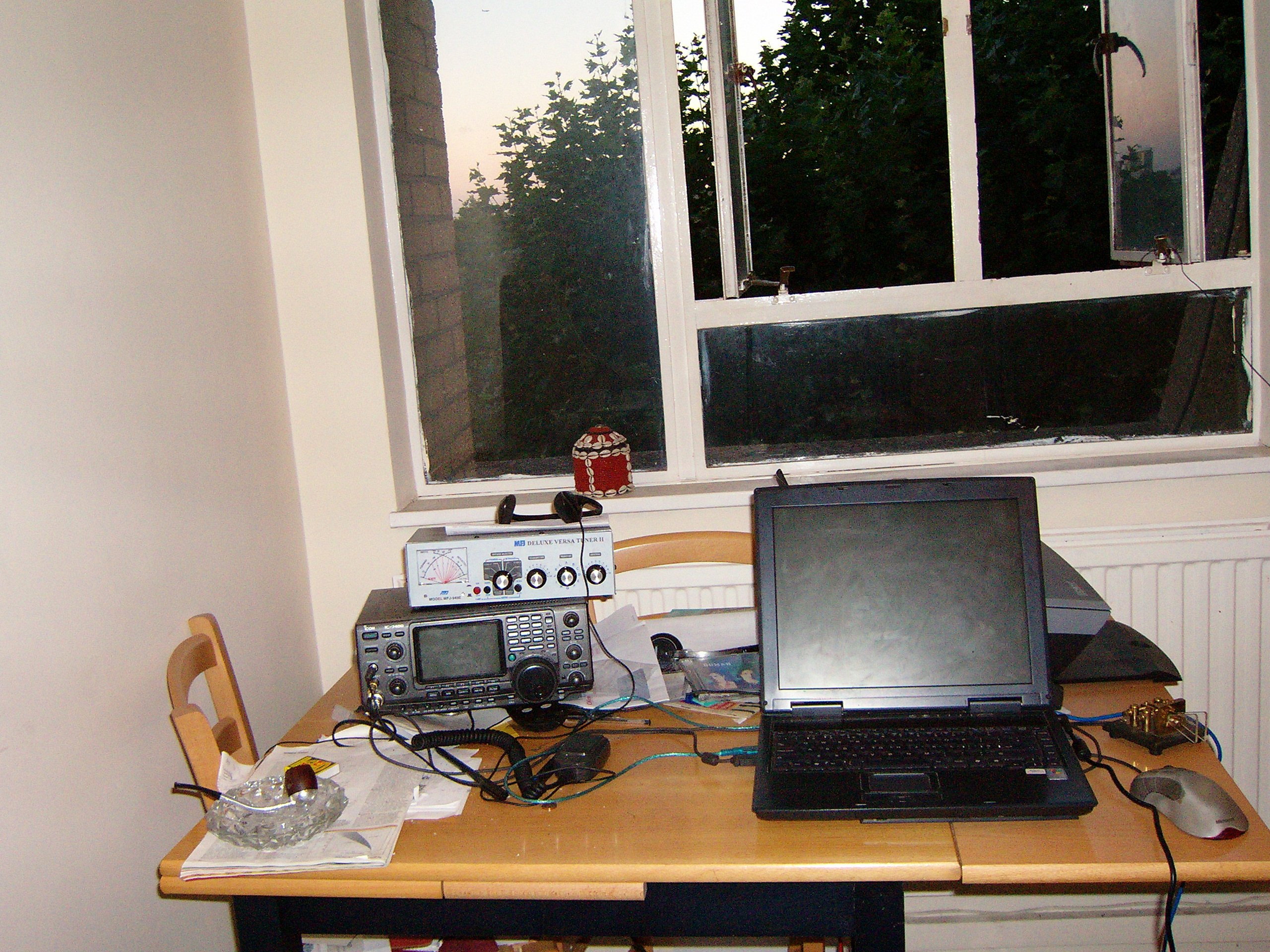
Un equip típic de radioaficionat

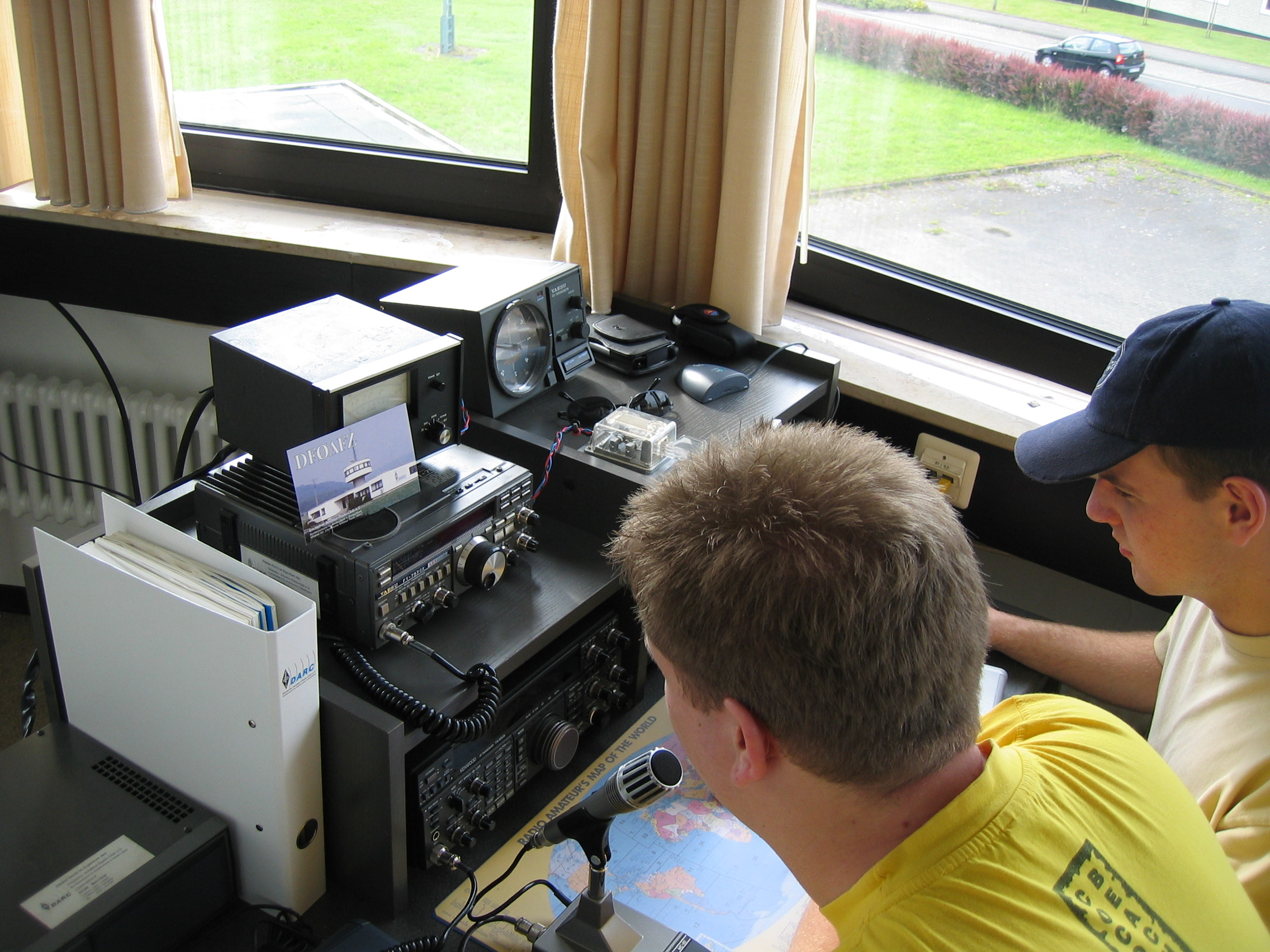
Un radioaficionat

La ràdioafició, és l'ús de l'espectre de freqüències de ràdio normalment del rang de l'alta freqüència, amb finalitats d'intercanvi no comercial de missatges, experimentació sense fil, auto-entrenament, recreació privada, radiosport, competició i comunicacions d'emergència . La radioafició és tant una afició com un servei en el qual els participants, anomenats "radioaficionats o radio-escoltes", utilitzen diversos tipus d'equips de radiocomunicació és per a comunicar-se amb altres radioaficionats per al servei públic, com esbarjo i com autoformació. És limita a la pràctica radioelèctrica amb un objectiu purament personal i sense interès pecuniari " (ja sigui dinerària directa o una altra recompensa similar); i diferenciar-la de la radiodifusió comercial, la seguretat ciutadana (com la policia i els bombers) o els serveis professionals de ràdio bidireccional (com la marítima, l'aviació, els taxis, etc.).
La seva denominació reglamentària oficial és la de Servei d'Aficionats, la definició dels quals per la Unió Internacional de Telecomunicacions (UIT) des de fa diversos anys és la següent:
«Servei de radiocomunicació que té per objecte la instrucció individual, la intercomunicació i els estudis tècnics, efectuats per aficionats, això és, per persones degudament autoritzades que s'interessen en la radiotècnia amb caràcter exclusivament personal i sense fins de lucre».
Els operadors de radioafició fan servir comunicacions sense fil personals entre si i, en cas de desastre o calamitat, poden ajudar la comunitat amb l'emissió de comunicacions d'emergència, gràcies als seus equips i el seu coneixement personal de la teoria de l'electrònica i de la ràdio. S'estima que unes sis milions de persones a tot el món participen regularment de radioafició.

## Història
Encara que els seus orígens es remunten almenys a finals de 1800, la radioafició, com es practica avui en dia, no va començar fins a l'any 1900. La primera llista d'estacions de radioafició és al First Annual Official Wireless Blue Book of the Wireless Association of America  el 1909. Aquest primer Callbook de ràdio s'allista estacions de telegrafia sensefils al Canadà i els Estats Units, incloent vuitanta-nou estacions de radioaficionat. Igual que amb la ràdio en general, el naixement de la radioafició està fortament associat amb diversos experimentadors amateurs. Al llarg de la seva història, la radioafició ha fet contribucions significatives a la ciència, l'enginyeria, la indústria i serveis socials. La investigació realitzada per operadors de radioafició ha fundat noves indústries, construït economies, desenvolupant nacions, i salvat vides en moments d'emergència.

## Comunicació i experimentació
Entre les motivacions dels radioaficionats, entre els quals hi ha persones de tota condició social i d'edat diversa, destaquen el fet de comunicar-se i intercanviar informació amb persones de tot el món; també troben exitant i engrescador el repte de construir un equip o un nou circuit electrònic per a perfeccionar una determinada estació.
Tota estació de radioaficionat disposa d'un distintiu o indicatiu de contacte amb el qual s'identifica (per exemple: EA3URC). L'indicatiu ha de figurar obligatòriament en la prova d'un contacte entre dos radioaficionats, la targeta QSL.
Els prefixos d'aquests indicatius han estat atribuïts a nivell mundial per la Unió Internacional de Telecomunicacions. Per exemple, els indicatius de contacte les primeres lletres dels quals són EA, EC i EB pertanyen a Espanya. El següent dígit, numèric en el cas de l'estat espanyol, indica la zona. El 3 pertany a Catalunya. Les següents lletres representen al radioaficionat en particular.

## Activitats i pràctiques
Es pot fer servir diverses maneres de transmissió per comunicar-se. Les transmissions de veu són les més comunes, i per exemple, la freqüència modulada (FM), ofereix so d'alta qualitat; altres, com modulació en banda lateral única (SSB), permet comunicacions més fiables, a llarga distància, quan el senyal és dèbil i l'amplada de banda és estreta, sacrificant de la qualitat d'àudio.
La radiotelegrafia utilitzant el codi Morse (també conegut com a "CW" de "continuous wave,  ona contínua ) és una activitat que data dels primers dies de la ràdio. És l'extensió sense fil de la telegrafia de línia de terra desenvolupada per Samuel Morse i el mètode de comunicació a llarga distància en temps real predominant del segle xix. Encara que les formes i mètodes basats en ordinadors (digitals) han substituït en gran manera al CW per a aplicacions comercials i militars, molts radioaficionats encara gaudeixen utilitzant el mode CW, particularment en les bandes d'ona curta i per al treball experimental com la comunicació Terra-Lluna-Terra, amb els seus avantatges inherents de relació senyal/soroll. El morse, utilitzant grups de codis acordats internacionalment, permet les comunicacions entre aficionats que parlen diferents idiomes. També és popular entre els transceptors casolans, ja que els transmissors només de CW són més fàcils de construir. De manera similar, és popular entre els constructors casolans la modulació d'amplitud (AM), utilitzat per molts entusiastes de la ràdio d'època i aficionats de la tecnologia del tub de buit.
Durant molts anys, demostrar habilitat amb el codi Morse va ser un requisit per a obtenir llicències d'aficionats per a les bandes d'alta freqüència (freqüències inferiors a 30 MHz), però en canvis posteriors en les reglamentacions internacionals el 2003, va deixar de ser-ho. Com a exemple, el Federal Communications Commission va retirar a poc a poc aquest requisit per a totes les classes de llicències el 2007.
Els ordinadors personals han afavorit la utilització dels mitjans digitals, com ara el radioteletip (RTTY), que anteriorment exigia l'equip mecànic baluerna. Els radioaficionats van conduir el desenvolupament del packet radio, que ha emprat protocols com TCP/IP des de la dècada de 1970. Els modes digitals especialitzats, com ara el PSK31 permeten comunicacions de baixa potència en temps real, sobre les bandes d'ona curta. Echolink que utilitza tecnologia Veu per IP ha permès als aficionats comunicar a través de repetidors locals connectats a Internet i nodes de ràdio. mentre que el IRLP ha permès la vinculació dels repetidors per proporcionar major àrea de cobertura.

## DX: Comunicats a llarga distància
Els comunicats a llarga a distància entre estacions de radioaficionats es diuen "de DX" que significa "distància desconeguda (X)".
Sovint es realitzen expedicions a llocs que per poca o nul·la participació de radioaficionats locals, difícil accés o falta de desenvolupament de l'activitat en aquesta regió no poden contactar-se normalment.
Realitzar i confirmar el contacte amb aquestes expedicions motiva als qui promouen aquesta iniciativa com ara al radioaficionat que està des de la seva pròpia estació. Les expedicions solen tenir un esperit altruista freqüentment quan es tracta de llocs desfavorits econòmicament solen cedir-se equips per al desenvolupament de l'activitat en els llocs visitats.

## Conducta d'un Radioaficionat DX-ista
- Escoltar abans de trucar.
- Trucar a una estació si se l'escolta clarament.
- Assegurar-se del distintiu de l'estació a la qual se la vol trucar.
- No produir molèsties ni interferències quan parlin altres estacions, ni ajustar l'equip en la freqüència de treball de l'estació o estacions de DX.
- Esperar al fet que l'estació DX acabi el seu contacte per poder-li trucar.
- Identificar el distintiu propi i característiques en trucar.
- Trucar i tornar a escoltar en un interval prudencial.
- No trucar a l'estació DX quan conversa amb una altra estació diferent, inclusivament quan sigui a una altra àrea geogràfica diferent.
- Si l'estació DX li dona pas, no repetir el distintiu, tret que tingui errors.
- Ser agraït i respectuós amb tots els col·legues radioaficionats, tant es realitzi el contacte com no s'arribi a realitzar.[15]

## Modes d'operació tradicionals
Radiotelegrafia (CW), modulació d'amplitud (AM), banda lateral única (SSB), modulació de freqüència (FM) de banda estreta, radio teletip (RTTY), facsímil. Però malgrat els modes tradicionals s'han experimentat en els últims 10 anys i una mica més, la tendència a altres modes Digitals com el PSK31, JT65 i finalment del mode favorit de molts radioaficionats a nivell mundial del FT8 amb la seva variant a FT4, que a contribuït al fet que es mantingui l'activitat dels radioaficionats donat a les condicions de l'activitat solar que ha disminuït en les seves taques solars.
Dins de la modalitat de transmissió, generalment en CW o SSB, existeix la modalitat de QRP, on la transmissió no ha de superar els 5 watts de potència, 10 watts SSB i QRPp les potències dels quals (CW) no deuen excedir d'un watt, aquestes maneres de transmissió intenten aconseguir les màximes distàncies amb el mínim de potència, tot un desafiament.

## Modes d'operació digitals o assistits per ordinador
D-Star,
C4FM,
FAX,
SSTV,
PACTOR,
ROS,
radioteletip (RTTY),
packet radio, que empra el protocol AX-25 (una variant del X-25) sobre el qual es van muntar altres com ara TCP/IP universalment emprat a la Internet ja des de la dècada de 1970.
PSK31 que facilita les comunicacions de baixa potència en temps real, sobre les bandes d'ona curta.
Echolink que utilitza tecnologia Veu sobre IP (VoIP) ha permès als aficionats comunicar-se a través de repetidors locals connectats a Internet i nodes de ràdio.,
IRLP ha permès la vinculació dels repetidors per proporcionar major àrea de cobertura.

## Targeta QSL: La confirmació via postal del contacte realitzat
Les comunicacions entre radioaficionats solen confirmar-se mitjançant targetes postals anomenades "QSL". En elles es reflecteixen per escrit els detalls que serveixen per confirmar el contacte realitzat amb l'altra estació; l'indicatiu de trucada, posició geogràfica, freqüència i manera de transmissió, data i hora usualment en temps universal coordinat, serveixen com a constància del contacte.
Molts radioaficionats mostren amb orgull la seva col·lecció de QSL, les quals confirmen la seva perícia i treball en aquesta afició. No solament preval la quantitat, sinó que hi ha un veritable fervor en la recerca de realitzar contactes "difícils" que són recompensats amb l'arribada de la targeta QSL confirmant aquest contacte tan anhelat.
Des de fa un temps, i gràcies a internet, hi ha certa tendència a usar per a la confirmació del contacte una versió digital d'aquesta targeta. Els interlocutors anotarien en aquest cas les dades del contacte en bases de dades digitals, les quals en ser creuades telemàticament poden validar la dada. Posteriorment els radioaficionats poden imprimir la resultant en una confirmació en paper evitant així l'ús del correu postal.
Aquesta modalitat és molt pràctica a l'hora d'acreditar els contactes realitzats davant el jurat dels concursos entre radioaficionats, doncs eviten errors i fraus a l'hora de corregir llistes. Cal subratllar que no tots els afeccionats busquen la targeta QSL, i el nero fet de realitzar el contacte és suficient garantia.
També hi ha persones que opinen que la targeta postal és una despesa innecessària, a causa de la suficient fiablitat dels sistemes digitals, argumentant fins i tot ser "més ecològic"; una altra part, no obstant això, considera la targeta QSL postal com la guinda ineludible del contacte moltes vegades treballosament buscat.

## Radioaficiólliure
Podem anomenar radioafició lliure les activitats anàlogues a la radioafició regulada, però sense necessitat d'una autorització prèvia de l'administració, és a dir, sense llicència. Les legislacions dels estats poden permetre aquestes activitats en certes condicions quant a la freqüència, potència, ample de banda, etc.